# Geisha qinlingeinsis
Geisha qinlingeinsis är en insektsart som beskrevs av Wang, Che och Yuan 2005. Geisha qinlingeinsis ingår i släktet Geisha och familjen Flatidae. Inga underarter finns listade i Catalogue of Life.